# تایگرد (اورگن)
تایگرد (به انگلیسی: Tigard) شهری در شهرستان واشینگتن ایالت اورگن است و در سرشماری سال ۲۰۱۱ میلادی، ۴۸٬۰۳۵ نفر جمعیت داشته که نسبت به سال ۲۰۱۰، ۰٫۷۹ درصد رشد جمعیت داشته‌است.